# Cerklje na Gorenjskem
Cerklje na Gorenjskem este o localitate din comuna Cerklje na Gorenjskem, Slovenia, cu o populație de 1.438 de locuitori.